# ماتسنباخ
ماتسنباخ (به آلمانی: Matzenbach) یک شهر در آلمان است که در Lauterecken-Wolfstein واقع شده‌است. ماتسنباخ ۷۲۶ نفر جمعیت دارد.